# Derek Kilmer
Derek Kilmer (Penisola Olimpica, 1º gennaio 1974) è un politico statunitense, membro della Camera dei Rappresentanti per lo stato di Washington dal 2013 al 2025.

## Biografia
Nato e cresciuto nello Stato di Washington, Kilmer frequentò l'Università di Princeton per poi studiare a Oxford grazie a una borsa di studio.
Dopo aver lavorato per qualche tempo come consulente di business, Kilmer entrò in politica con il Partito Democratico e nel 2005 venne eletto all'interno della legislatura statale. Kilmer vi rimase fino al 2013, quando approdò alla Camera dei Rappresentanti per il seggio lasciato libero da Norm Dicks.
Sposato con Jennifer, Kilmer ha due figli.